# Der Mann, der Sherlock Holmes war
Der Mann, der Sherlock Holmes war ist ein komödiantischer Kriminalfilm und zugleich ein Sherlock-Holmes-Pastiche des österreichischen Regisseurs Karl Hartl aus dem Jahr 1937. Uraufführung war am 15. Juli 1937 in Berlin im Ufa-Palast am Zoo.

## Handlung
Die finanziell blanken englischen Detektive Flynn und McPherson reisen als Sherlock Holmes und Dr. Watson verkleidet zur Brüsseler Weltausstellung, wo sie sich Aufträge erhoffen. Ohne Geld für Fahrkarten halten sie den Nachtzug nach Brüssel auf offener Strecke an und werden nicht nur von den Schaffnern tatsächlich für den berühmten Detektiv und seinen Partner gehalten, sondern auch von zwei zwielichtigen Gestalten, die aus dem Waggon flüchten. Deren Abteil im ansonsten vollbesetzten Zug kann das Detektiv-Duo nun zu „Kontrollzwecken“ requirieren. Es „vernimmt“ auch die Schwestern Mary und Jane Berry im Nachbarabteil und findet Gefallen an den Näherinnen, die auf dem Weg zum Anwesen ihres reichen, verstorbenen Onkels Berry sind, um dessen Erbe anzutreten.
Die Detektive beziehen eine Suite im renommierten Brüsseler Hotel Palace. In den ihnen zugestellten Koffern der beiden geflüchteten Bahnreisenden finden die Detektive in Geheimfächern hohe Geldsummen in drei Währungen und verschlüsselte Pläne. Ein ebenfalls im Hotel residierendes Gaunerpaar, Madame Ganymare und Monsieur Lapin, versucht, an Geld und Pläne „ihrer Freunde“ zu gelangen, stößt beim Eindringen in das Zimmer der Detektive jedoch lediglich auf die Anzahlungsquittung eines Kostümverleihs. Mit der Drohung, die beiden Detektive zu enttarnen, bietet es den Tausch der Quittung gegen Geld und Pläne an.
Die Ankunft des berühmten „Sherlock Holmes“ verbreitet sich und er wird zur Polizei vorgeladen. Erleichtert darüber, dass dies nicht aufgrund ihrer Enttarnung geschieht, nimmt das Duo die Aufklärung eines Falls an, mit dem die Brüsseler Polizei überfordert scheint: Vier Mauritius-Briefmarken wurden auf der Weltausstellung gestohlen und durch Fälschungen ersetzt. Ein Erpresserbrief über 600.000 Francs ist bereits eingegangen. Onkel Berry hatte die Anregung gegeben, die Marken auszuleihen. Die Detektive suchen das Schloss des Verstorbenen auf, in dem der Testamentsvollstrecker das Barerbe von 200.000 Francs vermisst. „Holmes“ löst auf, dass Onkel Berry den Diebstahl der Briefmarken beauftragt, die Diebe mit den 200.000 Francs bezahlt, und auch gefälschte Marken hergestellt hatte: Er betrieb im Schloss eine versteckte Fälscherwerkstatt für Briefmarken und Banknoten. Als er nach dem Coup aussteigen wollte, schickte die Bande ihm einen Drohbrief, und Onkel Berry starb an Herzversagen. 
Durch den Drohbrief kennen die Detektive nun das Versteck der Bande, ein Brüsseler Leihhaus. Als das Detektiv-Duo nach Brüssel zurückkehrt, werden sie dort mittlerweile selbst per Steckbrief von der Polizei gesucht. Mit einem dieser Steckbriefe in der Hand kontaktiert „Holmes“ die Verbrecher im Leihhaus und behauptet, sich ihnen anschließen zu wollen. Leider ist Monsieur Lapin der Bandenchef. „Holmes“ und auch „Watson“ werden gefangen. Lapin spielt dabei sehr auffällig mit seiner Taschenuhr. „Holmes“, der das bemerkt hat, inszeniert eine Prügelei und entwendet die Uhr. Die Detektive werden in einen Kohlenkeller gesperrt, wo sie sich sofort verbarrikadieren. Als Lapin den Diebstahl bemerkt, lässt er die Eisentür des Kohlenkellers rammen. In letzter Sekunde werden die Detektive von der durch Mary Berry verständigten Polizei gerettet, die alle festnimmt.
Flynn und McPherson werden vor Gericht gestellt. Ihnen wird Hochstapelei mit Betrugsabsichten vorgeworfen, die Polizei und den Leiter der Weltausstellung getäuscht zu haben. Sie verteidigen sich damit, auf Anfrage stets bestritten zu haben, Holmes und Watson zu sein. Außerdem hätten sie der Gerechtigkeit zum Sieg verholfen, die Diebes- und Fälscherbande überführt, drei internationale Banküberfälle aufgeklärt und das gestohlene Geld an die Banken zurücküberwiesen, die entschlüsselten Pläne für einen weiteren Überfall an die Polizei übersandt, und die Briefmarken wiederbeschafft, die vor Gericht in einem doppelten Boden der Taschenuhr auftauchen. Ein kundiger Junge identifiziert sie als die echten Marken.
Nun soll nur noch der Identitätsdiebstahl an der Person Sherlock Holmes weiter verfolgt werden. Arthur Conan Doyle, der den Fall schon die ganze Zeit belustigt mitverfolgte, gibt sich zu erkennen und erklärt, dass Holmes und Watson nur Romanfiguren seien. Er gibt Flynn und McPherson nachträglich seine Zustimmung unter der Bedingung, dass er über sie ein Buch mit dem Titel „Der Mann, der Sherlock Holmes war“ schreiben dürfe.
Das Gerichtsverfahren wird unter dem Jubel des Saalpublikums eingestellt, Flynn küsst Mary und McPherson Jane Berry.

## Kritiken
- Lexikon des Internationalen Films:

„Zwei kleine Privatdetektive verkleiden sich zwecks Werbung und Publizitätssteigerung als Sherlock Holmes und Dr. Watson und bestehen während der Pariser (tatsächlich: Brüsseler)  Weltausstellung turbulente Abenteuer. Die schwungvolle, quicklebendige Hans Albers/Heinz Rühmann-Komödie wurde vom ZDF in der rekonstruierten Urfassung ausgestrahlt.“
- Heyne Filmlexikon:

„Temporeiche Kriminalkomödie, die hervorragend unterhält.“

## Sonstiges
- Die Dreharbeiten fanden März bis Mai 1937 in den Ufa-Ateliers Neubabelsberg, dem heutigen Studio Babelsberg in Potsdam, statt.[2][3]
- Der Auftritt von Sir Arthur Conan Doyle (dargestellt von Paul Bildt) durfte wegen des Einspruchs seiner Erben bei Fernseh-Ausstrahlungen des Films bis in die 1970er Jahre nicht gezeigt werden. Der echte Doyle war bereits Jahre vor dem Film verstorben.
- Berühmt sind die Titelmelodie und der Schlager „Jawohl, meine Herr’n“, den die Detektive in den Badewannen der Hotelsuite singen (Text von Richard Busch; Melodie von Hans Sommer). Im Film wird das Lied durch mehrere gesprochene Dialoge zwischen Albers und Rühmann ergänzt (und von dem Hoteldetektiv belauscht):

Albers: „Wer hinterm Ofen sitzt und die Zeit wenig nützt,“
Rühmann: „schont zwar seine Kraft,“
Albers: „aber wird auch nichts erreichen. Wer aber nicht viel fragt“
Rühmann: „und geht los unverzagt,“
Albers: „für den gibt's kein Fragezeichen und dergleichen,“
Rühmann: „bis er's schafft.“
Albers: „Jawoll, meine Herrn,“
Rühmann: „so haben wir es gern,“
Albers: „denn von heut an gehört uns die Welt.“
Rühmann: „Jawoll, meine Herrn, die Sorgen sind fern,“
Albers: „wir tun was uns gefällt.“
Beide: „Und wer uns stört, ist eh er's noch begreift, längst von uns schon eingeseift.“
Albers: „Jawoll, meine Herrn,“
Rühmann: „darauf können Sie schwörn,“
Albers: „jawoll,“
Rühmann: „jawoll,“
Beide: „jawoll.“
- Auf der im selben Jahr erschienenen erfolgreichen Schallplattenaufnahme dagegen beginnt nicht Albers, sondern Rühmann mit dem Gesang, und während in der Film-Strophe versweise gewechselt wird, singt Rühmann die ersten vier, Albers die folgenden vier Verse.

- Der Zug, den die beiden Detektive auf der Fahrt nach Brüssel anhalten, wird von einer Lokomotive mit der deutlich lesbaren Reichsbahn-Betriebsnummer 17 1162 (einer preußischen S 101 Bauart 1914) geführt. Als sie eingestiegen sind, sieht man im Gang in der Nähe der Tür einen Feuerlöscher mit der Aufschrift "DR" (Deutsche Reichsbahn), die erst 1920 gegründet wurde, während die Brüsseler Weltausstellung, zu der die Fahrt gehen soll, schon 1910 stattfand. Das Betriebsnummern-System mit den Baureihen-Nummern von 01 bis 99 wurde bei der Reichsbahn sogar erst mit dem endgültigen Umzeichnungsplan von 1925 eingeführt.

- Der Film wurde am 13. Juli 1937 von der nationalsozialistischen Zensurbehörde mit einer Altersbeschränkung ab 14 Jahre freigegeben und erhielt das Prädikat „künstlerisch wertvoll“.

## Bearbeitungen
Der Komponist Marc Schubring und der Autor Wolfgang Adenberg verarbeiteten den Stoff zu einem Musical, das am 23. Januar 2009 in der Staatsoperette Dresden Premiere hatte.